# Psicología Humanista Universalista
La PHU o Psicología del Nuevo Humanismo como también se la conoce, nace de una corriente de pensamiento impulsada por Silo conocida como Nuevo Humanismo. Sus obras de referencia son: “Apuntes de Psicología” que es un compendio de descripciones del psiquismo que se han ido recopilando desde 1976 (año en que aparecieron los primeros apuntes que hablaban sobre los aparatos del psiquismo) hasta 2006, año en que aparecieron los últimos apuntes que tratan sobre la psicología trascendental. Encontramos también “Psicología de la Imagen”, ensayo que describe la función movilizadora de cargas de las representaciones mentales o imágenes; Experiencias Guiadas, una aplicación práctica de la teoría de la imagen expuesta en la obra anterior y por último, el libro Autoliberación que se presenta como un manual teórico-práctico donde encontramos talleres y ejercicios de distintos tipos que nos llevan a una práctica concreta de esta Psicología.
Definimos a la Psicología Humanista Universalista «como el estudio de la experiencia de la conciencia humana en el mundo, entendida como intencionalidad orientada a superar el sufrimiento, mediante procesos integradores producidos por el dominio de la imagen y el actuar coherente en una dirección con sentido trascendente». (Zorrilla, J.)
O dicho de otra forma: «la que concibe la conciencia como intencionalidad dirigida a la superación del sufrimiento, entendido como las trabas actuales al desarrollo posible de la experiencia humana y estudia las condiciones para el logro de esa superación».(Tato, N.)

## Acerca de la Psicología Humanista Universalista
La Psicología Humanista Universalista (P.H.U) o Psicología del Nuevo Humanismo (P.N.H) como también se la conoce, parte desde una visión del ser humano y no es una psicología en el sentido clásico. No se trata del estudio de la conducta humana ni de los fenómenos psíquicos. Tampoco de un estudio por el mero afán de conocimiento como postulaba el viejo cientificismo racionalista. Ni se trata de una mera teoría. Tampoco se trata de una psicología “comprometida” con algún sesgo ideológico y, sin embargo, está comprometida con lo más concreto de la existencia humana: su experiencia. La P.H.U abarca todos los aspectos que clásicamente han abarcado las distintas psicologías que se fueron proponiendo como totalizadoras cuando lo que hacían era abordar lo humano desde un punto de vista parcial, que siempre resultaba enriquecedor para el conjunto de su conocimiento. Así, la P.N.H postula –a través de la Psicología Evolutiva que el fenómeno de la conciencia humana es un nivel alcanzado a lo largo de un largo proceso de complejificación creciente y autoorganización del fenómeno de lo viviente, pero no es un tope evolutivo sino una nueva cota, una plataforma desde la cual se abre paso a nuevos desarrollos de la experiencia humana que hoy apenas comenzamos a entrever.
Así, la historia del psiquismo es el proceso de evolución colectivo a través de los distintos niveles de conciencia que hoy podemos verificar en la experiencia individual, a los que habrá de seguir nuevos niveles que no son ajenos a la experiencia humana aunque lo hayan sido a la experiencia social.
La Teoría de los Impulsos nos permite comprender la base biológica de la dinámica psíquica, sintetizada a través del funcionamiento neurofisiológico: la estimulación heterogénea que recibe el cuerpo en sus órganos sensoriales especializados -dado que los estímulos que perciben los distintos sentidos corresponden a distintas franjas de fenómeno (luminosidad, sonido, química, física)- convirtiéndola en impulsos homogéneos aptos para su recepción y conducción por el sistema nervioso. De ese modo se transmiten los estímulos y las respuestas de regulación vegetativa, pero también se convierten en las imágenes que gobiernan el emplazamiento del cuerpo en el mundo. Los impulsos son la “interfaz” entre la base biológica y el psiquismo humano, como las imágenes son la interfaz entre la dinámica psíquica y el mundo.
A través de la Psicología Descriptiva se explica el funcionamiento psíquico en su aspecto no registrable, en un nivel de fenómeno que la conciencia no puede captar, que es la dinámica de aparatos y su interregulación, de la que resulta la conducta en su complejidad. A través de la Psicología de la Imagen se configura una descripción precisa del fenómeno de la representación y su emplazamiento espacial, esbozado anteriormente por la psicología experimental. La espacialidad de la imagen da sustento a la noción del espacio de representación como espacio mental donde se emplazan los contenidos de representación. Es la consolidación de este nuevo punto de vista, lo que permite comprender lo humano en su intimidad y en toda su complejidad. Particularmente, permite acceder a niveles de fenómeno interno hasta ahora accesibles solo a los buscadores existenciales que se aventuraron por las confusas tinieblas del mundo interno.
Pero este punto de vista no sirve al desarrollo de la experiencia interna sino es en función de la externa. El desempeño en el mundo depende de la configuración de las representaciones y su emplazamiento en el espacio mental, y necesita de un punto de vista que libere al sujeto de la tiranía de la supuesta mecanicidad interna y lo emplace como actor consciente de sus decisiones. La Psicología del Comportamiento y su visión de la conducta fundada en las distintas actividades en que se puede descomponer analíticamente la respuesta, aporta los elementos para elaborar una nueva tipología.
Pero nada de esto tiene sentido si no se emplaza el fenómeno humano en su drama cotidiano. La P.H.U no es una visión al servicio de una terapia, ni es un conocimiento abstracto. Por el contrario, la comprensión de la conciencia como intencionalidad reubica la óptica tradicional de hacerse problema de los fenómenos emotivos para ocuparse de la finalidad de la existencia, del sentido de la vida.
Se parte, así, de un postulado universal: la vida tiene sentido y dirección. Y en ello radica la clave de la existencia y sus problemas. Esclarecer el sentido y la dirección de nuestros actos para comprender los de la vida misma, es el eje de la PHU o PNH. Porque la intencionalidad humana no es un fenómeno teórico, sino que encarna, existe concretamente en cada situación. Lo humano es en situación, y esa situación es temporal. Hay, por tanto, elementalmente, una dirección a futuro. Existencialmente, nos está dado un tope a esa dirección: la muerte se alza como valla irremediable a nuestro afán de sentido. Así, la Psicología Trascendental aporta una nueva visión sobre las condiciones que ha de desarrollar la experiencia en la construcción de ese nuevo sentido, que permita alumbrar el paisaje más allá de las limitaciones dadas por nuestro desarrollo actual. A partir de todo esto es que se podría sintetizar el concepto de la Psicología Humanista Universalista como la que concibe la conciencia como intencionalidad dirigida a la superación del sufrimiento, entendido como las trabas actuales al desarrollo posible de la experiencia humana y estudia las condiciones para el logro de esa superación.Ahora bien, hay que advertir que esta definición es provisoria porque nuestra misma Psicología lo es: enmarcada en un proceso evolutivo, la validez de sus conceptos está inescindiblemente atada a la experiencia. Esto es, en primer lugar, sus conceptos solo adquieren sentido en la experiencia. Además, lo mantienen en función de la experiencia. Si cambia la experiencia, pierden sentido (vigencia) o se modifican. Y esto vale tanto para el individuo como para la Humanidad: si eleva su nivel de conciencia casi todo el aparato teórico actual pierde vigencia; si no la pierde la misma teorización.
Y por estar fundada en la experiencia, la Psicología Humanista Universalista no sólo es provisoria sino prescindible. Las evidencias empíricas excluyen la necesidad de lo teórico. Si la elevación del nivel de conciencia conlleva la formación o consolidación del espíritu, muy probablemente este permanezca ajeno al objeto de la Psicología. Es más, en tanto espíritu muy probablemente no pueda ser objeto por ser sujeto pleno. Por lo que ni la misma Psicología Trascendental podría hacerse cargo de su estudio ya que, presumiblemente, la experiencia alcance un grado tal de desarrollo –otro nivel de conciencia- que no requiere o no habilita el juego teórico. Y, a su vez, todo conocimiento de ese nivel sería inadecuado como dato para niveles inferiores de conciencia, porque la misma Psicología está destinada al abandono por vía de su superación, del modo en que, terminado un edificio, se desmonta el andamiaje que sirvió a su construcción.
La columna de hormigón que sostiene esa construcción comienza con una mínima intención de hacer que se corresponde a la primera cuestión que uno debe resolver si se decide a ser humano: si quiere vivir, esto es, si va a sumarse a la corriente de la Vida para avanzar en una dirección creciente, porque la Vida pide siempre más Vida.
Fuente: Tato, Néstor (2007) Resumen de la conferencia en el Foro de la P.N.H en Venezuela [1]

## Perfil general y diferenciado de la PHU
La PHU está contenida y desarrollada en forma filosófica, teórica y práctica en un conjunto de obras(1) que la ponen al alcance de cualquier persona que se interese en ello. Se sostiene en un punto de vista a la vez existencial, fenomenológico, estructural, historiológico, energético y bio-psico-social. La PHU se fundamenta en una antropología, es decir en una interpretación explícita del ser humano, que podría sintetizarse en la siguiente definición: el ser humano es el ser histórico y biosicosocial que, en la búsqueda de su sentido, en la evitación del dolor y el sufrimiento, y en la aproximación a lo que cree que le dará su felicidad, no sólo transforma el mundo, sino que al hacerlo se transforma así mismo. Todo ello respecto a las necesidades de la vida, en situaciones concretas, y en un contexto de adaptación creciente o decreciente, energéticamente integradora o desintegradora, en el que no puede dejar de elegir ni de jugarse su destino en el aquí y el ahora y –probablemente- también en el más allá. El contenido y la fuerza de su creencia respecto al significado de la muerte, influye decisivamente sobre su actitud vital, su carácter y su capacidad de adaptación creciente.
Para la PHU la esencia de la conciencia es actividad dirigida al mundo externo e interno para transformarlo de acuerdo la intención de superar el dolor y el sufrimiento. El fracaso repetido de esta intencionalidad puede generar que la propia conciencia intente, en una especie de suicidio psíquico, renunciar a su esencia, para pretender volverse lo que no puede de ninguna manera ser: objeto, cosa, ente sin intención propia, en lugar de intención transformadora. La PHU se orienta a restituir esta esencial voluntad de cambio, sin la cual no es posible la esencialidad humana, fuente de toda dignidad y valoración.
A diferencia de la orientación biologista esta nueva corriente observa que el condicionamiento genético-fisiológico actúa en estructura con los otros planos del psiquismo humano y del sistema histórico-social. Si bien la base biológica del ser humano actúa desde sus numerosas localizaciones nerviosas y glandulares, no deja de estar respondiendo por ello a la función coordinadora general que realiza el psiquismo entre la conciencia y el mundo, entre el individuo y su medio. Así como el cuerpo influye en la conciencia y en el mundo, de la misma manera la conciencia y el mundo influyen en el cuerpo.
Al psicoanálisis, le responde que la conciencia sí puede resolver favorablemente el conflicto producido por la lucha entre las “fuerzas inconscientes del ello” y el “superyó”. Que tan importante es integrar el trauma pasado, como ordenar el presente de acuerdo a una imagen de futuro querido. Estos tres tiempos actúan en estructura interconectándose en función de una intencionalidad superadora del sufrimiento. Afirma también que la interpretación del hecho psíquico se debería apoyar en el registro de verdad interna del sujeto tratado”, antes que en el supuesto teórico del sicoanalista de acuerdo a un modelo catalogado por la crítica de mecánico y reduccionista. Y que la transferencia no es sólo un proceso proyectivo del “paciente” al psicoanalista, sino un proceso general de la conciencia y la conducta que consiste en un traslado de cargas por imágenes que redistribuyen la energía por todo el espacio de conciencia en sus distintos niveles.
Con respecto al conductismo destaca que la conciencia es tan necesaria como la conducta en la comprensión y el control del fenómeno psíquico. Que los estímulos del medios no son determinantes, sino que existe un proceso no mecánico de transformación mutua y aprendizaje constante. Que la conducta humana es cualitativamente distinta a la de los animales y que, por tanto, las conclusiones sobre la conducta animal no se pueden extrapolar mecánicamente para explicar la conducta humana. Que la acción en el mundo, no se encuentra separada de la acción reflexiva y el sentir positivo. Y que, en este sentido, el rol de la imagen en la configuración de la conducta es fundamental. En este contexto, los cambios situacionales de conducta no son suficientes sino que hay que apuntar a la modificación de las imágenes trazadoras en la profundidad de la propia conciencia.
En cuanto a la orientación cognitiva sostiene que la creencia se explica mejor en el marco de una teoría general de la acción humana, entendida como transformación del mundo y de uno mismo. Que es necesario contar con el concepto de espacio de representación para comprender y operar con las imágenes, tanto en el mundo interno como externo. Y que no bastan los cambios en los esquemas cognitivos situacionales, sino que para lograr procesos de desarrollo más interesantes y duraderos habría que cambiar el núcleo de ensueño que dirige la etapa vital.
En relación a la orientación sistémica aclara que “sistema” es la relación que una estructura (el individuo) guarda con otra que es su medio (la sociedad). En este sentido el sistema no es solo la familia, sino también la economía, la política, la religión, la cultura de la época, la estructura social y la generación. Que en el mundo humano los cambios no solo necesitan producirse desde fuera para poner en marcha los mecanismos homeostáticos naturales, sino que requieren comprenderse e intencionarse desde dentro hasta volverse conciencia individual y social. En este sentido, la intervención familiar debe actuar en concomitancia con la individual y la social.
Con respecto a los abordajes humanistas afirma que la acción de cambio personal debe conectar con la acción de cambio social para producir un efecto de coherencia interna y de humanización en el mundo. Que para lograr la salud mental no basta la voluntad individual de auto-desarrollo ego-centrado en la clave del éxito social propio de la época. Que el esfuerzo personal, para adquirir un sentido trascendente, debe unirse al de otros en una dirección a la vez libertaria y solidaria que beneficie, tanto al individuo, como a la sociedad.
Fuente: La Psicología Humanista Universalista y La Psicología Clásica, Javier Zorrilla,2004
(1)La teoría está expuesta en Silo. (2002), “Obras completas, Vol. II, "Apuntes de Psicología”, México, Plaza y Valdés. Algunas aplicaciones se encuentran en: Silo (1989), “Experiencias Guiadas”, Barcelona, España, Plaza y Janes Editores; así como en Ammán, L. (1991), “Autoliberación”, México, Plaza y Valdés; y en Ergas D. (1998), “El Sentido del Sinsentido”, Santiago de Chile, Virtual Ediciones. El fundamento filosófico está expuesto en: Silo (1990), “Contribuciones al Pensamiento”, México, Plaza y Valdés.
Fuente: Zorilla, J "La psicología humanista universalista y la psicología clásica: Un análisis comparativo" 2004

## Esquema del psiquismo en la P.H.U
Todos los conceptos de esta sección fueron tomados del texto de Silo "Apuntes de Psicología" 
Sobre aparatos del psiquismo, conciencia, impulsos y comportamiento, consultar en L. Ammann., Autoliberación
Sobre el tema de los impulsos se encontrará en J. Caballero, Morfología (símbolos, signos y alegorías) 

### Aparatos del Psiquismo
Por aparatos se entiende a las especializaciones sensoriales y de memoria que trabajan integradamente en la conciencia mediante impulsos. Estos, a su vez, sufren numerosas transformaciones según el ámbito psíquico en que actúan.
Sentidos
Los sentidos tienen por función recibir y suministrar datos a la conciencia (V. Conciencia) y a la memoria, siendo organizados de distinta manera según necesidades y tendencias del psiquismo.
El aparato de sentidos encuentra su origen en un tacto primitivo que progresivamente se ha ido especializando. Se puede diferenciar entre sentidos externos, según detecten información del medio externo, y sentidos internos, según capten información del interior del cuerpo. De acuerdo a su tipo de actividad pueden ordenarse como: sentidos químicos (gusto y olfato); sentidos mecánicos (el tacto propiamente dicho y los sentidos internos de cenestesia y kinestesia) y los sentidos físicos (oído y vista). En los sentidos internos, el cenestésico proporciona la información del intracuerpo; hay quimioceptores, termoceptores, baroceptores y otros; también la detección del dolor juega un papel importante. El trabajo de los centros es detectado cenestésicamente, como así también los distintos nivel de trabajo de la conciencia (ver Niveles de conciencia). En vigilia, la información cenestésica tiene un mínimo de registros por cuanto es el momento de los sentidos externos y todo el psiquismo está moviéndose en relación con ese mundo externo. Cuando la vigilia disminuye en su potencial, la cenestesia aumenta la emisión de impulsos, de los que se tiene un registro deformado, actuando como materia prima para las traducciones que se harán en semisueño y sueño. El sentido kinestésico suministra datos del movimiento y de la postura corporal, del equilibrio y desequilibrio físico.
Ver también
Característica comunes de los sentidos; Errores de los sentidos
Memoria
La memoria tiene por función grabar y retener datos provenientes de los sentidos y/o de la conciencia; también suministra datos al coordinador cuando es necesario (el acto de recordar). A mayor cantidad de datos de memoria, más opciones en las respuestas. En las respuestas con antecedentes se ahorra energía, quedando un plus en disponibilidad. El trabajo de la memoria da referencias a la conciencia para su ubicación y continuidad en el tiempo. Los rudimentos de memoria aparecen en la inercia propia de los trabajos de cada sentido, ampliándose a todo el psiquismo como memoria general. El átomo mínimo teórico de memoria es la reminiscencia, pero lo registrable es que en memoria se reciben, procesan y ordenan datos provenientes de los sentidos y del coordinador en forma de grabaciones estructuradas. El ordenamiento se hace por franjas o zonas temáticas y según una cronología propia. De esto se deduce que el átomo real sería: dato + actividad del aparato.
Ver también: Errores de la memoria; Franjas de la memoria; Función de la memoria; grabación de la memoria; Leyes de grabación de la memoria
Relación entre memoria y coordinador
En el circuito entre sentidos y coordinador la memoria actúa como conectiva, como puente, compensando en ocasiones la falta de datos sensoriales, ya sea por evocación, ya sea por recuerdo involuntario (como si se tratara de “metabolizar” reservas). En el caso del sueño profundo, en donde no hay entrada de datos externos, llegan a la conciencia los datos cenestésicos combinados con los datos de memoria. Así, los datos mnémicos no aparecen evocados intencionalmente, pero de cualquier modo el coordinador está realizando un trabajo, está ordenando datos, está analizando, está haciendo operaciones con participación de memoria. En el nivel de sueño profundo hay reordenamiento de la materia prima vigílica (inmediata, reciente, o antigua) que ha llegado desordenadamente a la memoria. En el nivel de vigilia, el coordinador puede dirigirse a la memoria mediante la evocación (mecanismos de reversibilidad), formalizando en la conciencia objetos que no entran por los sentidos en ese momento, aunque lo hayan hecho anteriormente. De lo dicho se desprende que la memoria puede suministrar datos a requerimiento del coordinador, o estimularlo sin su participación, como por ejemplo, cuando faltan estímulos sensoriales.

### Conciencia
Puede definirse a la conciencia como el sistema de coordinación y registro que efectúa el psiquismo humano. De acuerdo a esto, no se considera consciente a ningún fenómeno que no sea registrado, ni tampoco ninguna operación del psiquismo en la que no participen tareas de coordinación. Esto es posible porque las posibilidades de registro y coordinación tienen un espectro muy amplio, apareciendo las mayores dificultades al considerar los umbrales, los límites de registro y coordinación. Esto nos lleva a una corta consideración: se suele vincular “conciencia” con “actividad vigílica”, quedando el resto fuera de la conciencia, lo que ha hecho surgir concepciones mal fundamentadas como la del “inconsciente”. Esto ha sido así por cuanto no se han estudiado suficientemente los diferentes niveles de trabajo de la conciencia y tampoco se ha observado la estructura de presencia y copresencia (ver Atención, presencia y copresencia) con la que trabaja el mecanismo atencional. Hay otras concepciones en las que a la conciencia se la ve como pasiva, siendo que la conciencia trabaja estructurando activamente, coordinando las necesidades y tendencias del psiquismo con los aportes sensoriales y de memoria, mientras que orienta las variaciones constantes de la relación del cuerpo y el psiquismo, es decir, de la estructura psicofísica con el mundo.
Consideramos mecanismos fundamentales a los de reversibilidad que permiten a la conciencia orientarse, por medio de la atención, hacia las fuentes de información sensorial (apercepción) y mnémica (evocación). Cuando la atención está dirigida sobre la evocación puede, además, descubrir o resaltar fenómenos que no se advirtieron en el momento de ser grabados. A este reconocimiento se lo considera de apercepción en la evocación. La actuación de los mecanismos de reversibilidad está directamente relacionada con el nivel de trabajo de la conciencia (ver Niveles de conciencia). A medida que se desciende en niveles de conciencia, disminuye el trabajo de estos mecanismos, y viceversa.

#### Estructura de la conciencia
Su estructura mínima es la relación acto-objeto, ligada por los mecanismos de intencionalidad de la conciencia. Esta ligazón entre actos y objetos es permanente aun cuando existan actos lanzados en busca de objetos que en ese instante no se precisan. Es esta situación la que da dinámica a la conciencia. Los objetos de conciencia (percepciones, recuerdos, representaciones, abstracciones, etcétera), aparecen como los correlatos intencionales de los actos de conciencia. La intencionalidad siempre está lanzada hacia el futuro, lo que se registra como tensión de búsqueda, y también hacia el pasado en la evocación. Así, los tiempos de conciencia se entrecruzan en el instante presente. La conciencia futuriza y recuerda, pero en el momento de la implesión trabaja en presente. En el caso de búsqueda de un recuerdo, cuando el objeto evocado aparece, “se hace presente” y hasta tanto esto no suceda, la conciencia no completa su acto. La acción completiva, se registra como distensión. Cuando los actos encuentran su objeto, queda energía libre que es utilizada por la conciencia para nuevos trabajos. Estas operaciones descriptas son características del nivel vigílico, ya que en otros niveles (como en el sueño, por ejemplo) la estructura del tiempo es distinta. Así, el tiempo psicológico depende del nivel de trabajo del psiquismo. El tiempo de trabajo del coordinador en vigilia es el presente, desde donde pueden efectuarse múltiples juegos temporales de protensiones y retenciones, pero siempre entrecruzándose en el instante presente. La eficacia de los mecanismos de reversibilidad y el tiempo presente son características vigílicas.

#### Atención, presencia y copresencia
La atención es una aptitud de la conciencia que permite observar los fenómenos internos y externos. Así, cuando un estímulo supera el umbral, despierta el interés de la conciencia quedando en un campo central de presencia al cual se dirige la atención. Sucede lo mismo cuando la conciencia es la que se dirige a un determinado estímulo o dato por propio interés. Cuando la atención trabaja, hay objetos que aparecen como centrales y objetos que aparecen en la periferia, de modo copresente. Esta presencia y copresencia atencional, se da tanto con los objetos externos como con los objetos internos. Al atender a un objeto se hace presente un aspecto evidente y lo no evidente opera de modo copresente. “Se cuenta con” esa parte aunque no se la atienda. Esto es porque la conciencia trabaja con más de lo que necesita atender, sobrepasa al objeto observado. La conciencia dirige actos a los objetos, pero también hay otros actos copresentes que no se relacionan con el tema u objeto atendido presentemente. En los distintos niveles de conciencia se experimenta lo mismo; por ejemplo en vigilia hay copresencia de ensueños y en los sueños puede haber actos eminentemente vigílicos como el razonamiento. Así, la presencia se da en un campo de co-presencia. En el conocimiento por ejemplo la masa de información copresente importa cuando es necesario concentrarse en un tema específico. El conocimiento se entiende en este horizonte de copresencia, por lo que al ampliarlo, se amplía también la capacidad de relacionar. Presencia y copresencia configuran la imagen del mundo que tiene un individuo. Aparte de conceptos e ideas, la conciencia cuenta con elementos no pensados, co-presentes, que son las opiniones, creencias, supuestos, a los que rara vez se atiende. Cuando este sustrato con el que se cuenta, varía o cae, es la imagen del mundo la que cambia o se transforma. (V. Función de la imagen)

#### Abstracción y asociación de la conciencia
La capacidad de abstracción de la conciencia aumenta en el nivel vigílico y disminuye en los niveles inferiores, aumentando entonces los mecanismos asociativos. En vigilia trabajan tanto los mecanismos de abstracción como los de asociación en su base. Consecuencia de los primeros es la “ideación” y de los segundos la “imaginación”. La ideación consiste en la formulación de abstracciones que podemos definir como “conceptos”. Estos son reducciones de los objetos a sus caracteres esenciales (por ejemplo, de un campo se puede abstraer su forma triangular y calcular su área geométrica). La conceptualización no trabaja con elementos aislados, sino con conjuntos de elementos, y es a partir de esas conceptualizaciones que se pueden establecer clasificaciones (por ejemplo, se hace la abstracción “árbol”, pero resulta que hay distintos tipos de árboles, por lo que aparecen también clasificaciones en categorías, clases, géneros, etcétera). De acuerdo a esto, la ideación se da sobre la base de conceptualizaciones y clasificaciones gracias a los mecanismos abstractivos de la conciencia.
La imaginación surge con el trabajo de los mecanismos de asociación: por contraste (blanco-negro); por contigüidad (puente-río): y por similitud (rojo-sangre). Pueden distinguirse dos tipos de imaginación: la imaginación divagatoria y la imaginación plástica o dirigida. La primera se caracteriza por la asociación libre, sin guía, en la que las imágenes se sueltan y se imponen a la conciencia (en sueños y ensueños, por ejemplo). En la imaginación plástica o dirigida, hay una cierta libertad operativa, admitiéndose una dirección en torno a un plan de inventiva en el cual es de interés formalizar algo inexistente aún. Según que los impulsos que llegan a la conciencia sean trabajados por uno u otro de los mecanismos señalados (abstracción, clasificación, divagación o imaginación dirigida), se obtendrán distintas traducciones formalizando múltiples representaciones.(V. Impulsos y Morfología de los impulsos)

#### Niveles de conciencia
La conciencia puede encontrarse sumida en pleno sueño, en semisueño, o en vigilia, pero también en momentos intermedios o de transición.  Hay gradaciones entre los niveles de conciencia, no diferencias tajantes. Hablar de niveles, es hablar de diferentes operaciones y del registro de esas operaciones. Es gracias a ese registro que puede distinguirse entre distintos niveles de conciencia, y no se puede tener registro de los niveles como si estos fueran ámbitos vacíos.
Características de los niveles
Se puede afirmar que los distintos niveles de conciencia cumplen con la función de compensar estructuradamente al mundo (entendiendo por “mundo” a la masa de percepciones, representaciones, etcétera, que tienen su origen en los estímulos del medio externo e interno). No se trata simplemente de que se den respuestas, sino que se dan respuestas compensatorias estructurales. Esas respuestas son compensaciones para restablecer el equilibrio, en esa relación inestable que es la relación conciencia-mundo o psiquismo-medio. Cuando va quedando energía libre del trabajo que se hace en el funcionamiento vegetativo, los niveles van ascendiendo porque van recibiendo la energía que los abastece.

##### Sueño profundo
En este nivel de conciencia, el trabajo de los sentidos externos es mínimo, no hay otra información del medio externo que aquella que supera el umbral que pone el mismo sueño. El trabajo del sentido cenestésico es predominante, aportando impulsos que son traducidos y transformados por el trabajo de los mecanismos asociativos dando lugar al surgimiento de las imágenes oníricas. Las características sustantivas de las imágenes en este nivel son su gran poder de sugestibilidad. El tiempo psicológico y el espacio se encuentran modificados con respecto a la vigilia, y la estructura acto-objeto aparece frecuentemente sin correspondencia entre sus elementos. Del mismo modo, “climas” emotivos e imágenes se suelen independizar entre sí. Es típica la desaparición de los mecanismos críticos y autocríticos que a partir de este nivel van a ir aumentando en su trabajo a medida que aumenta el nivel de conciencia. La inercia de los niveles y el ámbito formal propio que colocan, hacen que la movilidad y el pasaje de uno a otro se hagan paulatinamente; (así, la salida y la entrada al sueño se harán pasando por el semi sueño). El tono de este nivel es igual que el de los demás: puede ir de un estado activo a otro pasivo y también pueden presentarse estados de alteración. El sueño pasivo es sin imágenes, mientras que el activo es con imágenes.

##### Semi sueño
En este nivel de conciencia, que antecede a la vigilia, los sentidos externos comienzan a enviar información a la conciencia, información que no es totalmente estructurada porque hay también interferencia de ensoñación y presencia de sensaciones internas. Los contenidos del sueño pierden poder sugestivo cuando siguen apareciendo, debido a la semi-percepción vigílica que da nuevos parámetros. La sugestibilidad sigue actuando sobre todo en el caso de algunas imágenes muy vívidas (llamadas “hipnagógicas”), que tienen gran fuerza. Por otra parte el sistema de ensueños frecuentes, que puede menguar en vigilia y desaparecer en el sueño, reaparece. Es en este nivel donde el núcleo de ensueño y los ensueños secundarios son más fácilmente registrables, por lo menos en sus climas y tensiones básicos. El modo de ensoñación propio de este nivel se suele trasladar por inercia a la vigilia, proporcionando la materia prima para la divagación, aunque en esta también aparezcan elementos de percepción vigílica. El coordinador en este ámbito puede ya realizar algunas operaciones. Mencionemos también que este nivel es sumamente inestable y por ello de fácil desequilibrio y alteración. También encontramos los estados de semi sueño pasivo y activo; el primero de ellos ofrece un pasaje fácil al sueño; el otro lo ofrece a la vigilia. Es conveniente hacer otra distinción: hay un semi sueño activo por alteración y otro más calmado y atento. El semisueño alterado, es la base de las tensiones y climas que con fuerza e insistencia pueden llegar a la vigilia ocasionando “ruidos” y modificando la conducta, haciéndola inadecuada a la situación ambiental. El rastreo de los climas y tensiones vigílicas puede hacerse en el semisueño activo alterado. Los distintos estados, activos y pasivos, están dados por el tono e intensidad energético propio de cada nivel. Los tonos dan la intensidad gradual que pueden tener tanto los climas emotivos, como las tensiones.

##### Vigilia
En este nivel de conciencia los sentidos externos aportan un mayor caudal de información, regulando por inhibición a los sentidos internos y posibilitando que el coordinador se oriente al mundo en el trabajo del psiquismo de compensación al medio. Funcionan aquí los mecanismos de abstracción y los mecanismos críticos y autocríticos, llegando a altos grados de manifestación e intervención en las tareas de coordinación y registro. Los mecanismos de reversibilidad, de los que en los niveles anteriores se tenía mínima manifestación, pueden aquí operar ampliamente permitiendo al coordinador equilibrar a los medios interno y externo. La sugestibilidad en los contenidos vigílicos disminuye al aumentar los puntos de referencia. Hay un tono de vigilia activa que puede ser atenta, con máximo manejo de la apercepción, o bien un tono de vigilia alterada. En este último caso aparece la divagación silenciosa y los ensueños más o menos fijados.

#### Relación entre niveles de conciencia
La relación entre niveles produce en general alteraciones recíprocas. Pueden citarse cuatro factores que inciden en esa relación: la inercia, el ruido, el efecto “rebote” y el “arrastre”.
Inercia
Cada nivel de conciencia tiende a mantener su nivel propio de trabajo manteniendo su actividad luego de finalizado su ciclo. Esto lleva a que el pasaje de un nivel a otro se haga con lentitud disminuyendo el primero al manifestarse el nuevo nivel (como en el caso de contenidos de semisueño que se imponen en vigilia). Los casos que a continuación se mencionan son consecuencias de esta inercia de cada nivel a mantener y extender su tipo de articulación característica.
Ruido
La inercia del nivel anterior aparece como fondo de ruido en el trabajo del nivel posterior; contenidos de la infravigilia irrumpen interfiriendo en el trabajo vigílico y a la inversa. Como ruido podemos también distinguir: climas emotivos, tensiones, y contenidos no correspondientes al trabajo del coordinador en ese momento... En un ejemplo: si es el caso de realizar un trabajo o es obligatorio intelectual, una cierta cantidad de emoción deberá acompañar a ese trabajo (gusto por hacerlo o no), habrá una tensión producida por el trabajo mismo y se mentará con contenidos oportunos a las operaciones en marcha, pero si hay climas de otro tipo, si las tensiones no provienen del trabajo y los contenidos son alegorizantes, es obvio que interferirán en la actividad introduciendo ruido, lo cual habrá de alterar la coordinación y consumirá la energía disponible.
 Efecto rebote
Este fenómeno surge como respuesta de un nivel en el que se han introducido contenidos de un nivel distinto, superando las defensas de inercia. Contenidos propios del nivel invadido, aparecerán más tarde en el nivel desde el que se produjo la introducción.
Arrastre
Contenidos, climas y tonos propios de un nivel se trasladan y permanecen en otro nivel como arrastre. Esto será más relevante en el caso de climas, tensiones o contenidos fijados en el psiquismo que son arrastrados por mucho tiempo y que se representan en los distintos niveles. Por la importancia psicológica que pueden tener estos factores en la adaptación creciente y en la evolución del psiquismo, pueden ser considerados especialmente. (V. Tonos, climas, tensiones y contenidos mentales)

### Impulsos
Los impulsos que llegan al coordinador, provenientes de los sentidos y de la memoria, son transformados en representaciones, procesándose estas estructuras de percepción y evocación a fin de elaborar respuestas eficaces en el trabajo de equilibrar a los medios interno y externo. Así, por ejemplo, mientras un ensueño (ver ensueños) es una elaboración-respuesta al medio interno, un desplazamiento motriz es un movimiento-respuesta al medio externo, o en el caso de las representaciones, una ideación llevada a niveles sígnicos es otro tipo de representación-respuesta al medio externo. Por otra parte, cualquier representación que se ponga en el campo de presencia del coordinador suscita cadenas asociativas entre el objeto y su copresencia. Así, mientras el objeto es apresado con precisión de detalle en el campo de presencia, en el campo de copresencia aparecen relaciones de otros objetos no presentes pero vinculados con él. Se advierte la importancia que tienen los campos de presencia y copresencia en la traducción de impulsos, como en el caso de la traducción alegórica en la que mucha materia prima proviene de datos llegados a la copresencia vigílica.
Es importante un estudio de los impulsos por el particular trabajo que el coordinador realiza con las representaciones. Dos son las vías posibles: la abstractiva, que opera reduciendo la multiplicidad fenoménica a sus caracteres esenciales, y la asociativa, que estructura las representaciones sobre la base de similitud, contigüidad y contraste.
Sobre la base de estas vías de abstracción y de asociación, se estructuran formas, que son nexos entre la conciencia que las constituye y aquellos fenómenos del mundo objetal a los cuales están referidas.
 Morfología de los impulsos 
En este nivel expositivo, entendemos a las “formas” como fenómenos de percepción o de representación. La morfología de los impulsos estudia a las formas como estructuras traducidas y transformadas por el aparato psicofísico en su trabajo de respuesta a los estímulos.
De un mismo objeto puede tenerse distintas formas según los canales de sensación usados, según la perspectiva con respecto a dicho objeto y según el tipo de estructuración que efectúe la conciencia. Los distintos niveles de conciencia ponen, cada uno, su propio ámbito formal. Cada nivel procede como estructura de ámbito característico, ligado a formas también características. Las formas que emergen en la conciencia son reales compensaciones estructuradoras frente al estímulo. La forma es el objeto del acto de compensación estructuradora. El estímulo se convierte en forma cuando la conciencia lo estructura desde su nivel de trabajo. Así, un mismo estímulo se traduce en formas distintas según respuestas estructuradoras de distintos niveles de conciencia. Los diferentes niveles cumplen con la función de compensar estructuradamente al mundo.
El color tiene gran importancia psicológica pero aun cuando sirve a la ponderación de las formas, no modifica su esencia.
Para comprender el origen y significado de las formas se debe distinguir entre sensación, percepción y representación.
Funciones de la representación interna
	1.	Fijar la percepción como memoria.
	2.	Transformar lo percibido de acuerdo a necesidades de la conciencia.
	3.	Traducir impulsos internos a niveles perceptibles.
Funciones de la representación externa
	1.	Abstraer lo esencial para ordenar (símbolo).
	2.	Expresar convencionalmente abstracciones para poder operar en el mundo (signo).
	3.	Concretar lo abstracto para recordar (alegoría).
Características del signo, la alegoría y el símbolo
	El signo es convencional, operativo, asociativo, a veces figurativo, a veces no figurativo. La alegoría es centrífuga, multiplicativa, asociativa, epocal y figurativa. El símbolo es centrípeto, sintético, no asociativo, no epocal y no figurativo.
Ver también: Traducción y Trnasformación de los impulsos; Transformación de los impulsos

### Comportamiento
Hemos visto al psiquismo como coordinador de relaciones entre medios diferentes: el medio interno del cuerpo y el medio externo o ambiental. De ambos medios el psiquismo obtiene información por los sentidos, almacena experiencia por memoria y procede al ajuste por centros. A este ajuste entre medios lo llamamos “comportamiento”, considerándolo como un caso particular de expresión del psiquismo. Sus mecanismos de base son los instintos de conservación individual y de la especie y las tendencias intencionales.
El comportamiento se estructura sobre la base de cualidades innatas propias de la estructura biológica a que pertenece el individuo y a cualidades adquiridas codificadas sobre la base de las experiencias de acierto o error, con sus registros de placer o displacer. Las cualidades innatas ponen la condición biológica al coordinador, que cuenta con ellas y no puede aislarlas sin perjuicio. Esta base biológica tiene una inercia que se expresa conservando y logrando condiciones aptas para su expansión. Las cualidades adquiridas surgen del aprendizaje individual en el desplazamiento de la estructura psicofísica por el espacio y el tiempo. El aprendizaje va modificando el comportamiento con relación a las experiencias de acierto y error. Estos ensayos van dando pautas para la mejor adaptación del individuo, que se logra con las menores resistencias en el medio, el menor esfuerzo en el trabajo y el menor desgaste energético. Esta forma de adaptación posibilita un plus energético (energía libre) que puede ser utilizado en nuevos pasos de adaptación creciente.
En todo proceso de adaptación la estructura psicofísica se orienta por los indicadores de placer y displacer. El displacer se conforma como señal de lo que es peligroso para la vida, de lo que es tóxico, represivo o, en general, perjudicial para la estructura psicofísica. El placer, a la par que estimula y motiva al psiquismo, traza las direcciones óptimas a seguir. Por otra parte, el comportamiento encuentra límites en las posibilidades del psiquismo, en las posibilidades del cuerpo y en las posibilidades que presentan las distintas circunstancias. Los límites del psiquismo van ampliándose sobre la base de las cualidades adquiridas, pero los límites corporales no pueden ampliarse en la misma proporción, e incluso la limitación aumenta con la edad. Esto no significa que el cuerpo no tenga todas las facultades para actuar eficazmente en el medio, sino que el cuerpo pone límites y condiciones que el psiquismo no puede dejar de lado sin perjudicarse a sí mismo. En las relaciones entre psiquismo, cuerpo y medio, el cuerpo efectuará sus operaciones objetales con mayor o menor acierto. En el primer caso habrá adaptación, en el segundo inadaptación.
Ver también:
Errores del comportamiento;
Factores que intervienen en el comportamiento;
Función del comportamiento;
Límites del comportamiento;
Ponderación del comportamiento.

## Psicología de la imagen
En Psicología de la Imagen se expone una novedosa teoría sobre lo que el autor (Silo) llama "espacio de representación", "espacio" que surge al evidenciarse los objetos de re-presentación (no simplemente de percepción) y sin el cual no puede entenderse cómo es que la conciencia puede dirigirse a y distinguir entre los llamados "mundo externo" y "mundo interno". Por otra parte, si la percepción da cuenta de los fenómenos al perceptor, ¿en qué lugar este se ubica respecto a aquellos?, porque si se dijera que se ubica a sí mismo en la espacialidad externa, acorde con la externidad del fenómeno percibido, ¿Cómo es que puede mover el cuerpo "desde adentro" guiándolo en esa externidad? Mediante la percepción puede explicarse el advenimiento del dato a la conciencia pero no se puede, por aquella, justificar el movimiento que la conciencia imprime al cuerpo. ¿Puede el cuerpo actuar en el mundo externo si no existe una representación de ambos términos? Obviamente no. Esa representación, por tanto, ha de darse en algún "lugar" de la conciencia. Pero, ¿en qué sentido puede hablarse de "lugar", o "color", o "extensión" en la conciencia? Estas son algunas de las dificultades que se abordan exitosamente en el presente ensayo, cuyo objetivo ha sido sostener las siguientes tesis: 1.- La imagen es un modo activo de estar la conciencia en el mundo y no simple pasividad como han sustentado las teorías anteriores; 2.- ese modo activo no puede ser independiente de una "espacialidad" interna y 3.- las numerosas funciones con que cumple la imagen dependen de la posición que esta asume en aquella "espacialidad". Si lo sostenido por el autor es correcto, la acción del ser humano debe ser reinterpretada. Ya no será la idea, o una supuesta "voluntad", o la misma "necesidad objetiva" las que muevan al cuerpo hacia las cosas, sino la imagen y el emplazamiento de esta en el espacio de representación. La idea, pues, o la "necesidad objetiva", podrán orientar la actividad en la medida en que se emplacen como imagen y en una perspectiva de representación, en un paisaje interno adecuado. Pero no solamente las necesidades o ideas tendrán esa posibilidad sino también las creencias y aún las emociones convertidas en imágenes. Las consecuencias que derivan de esto son enormes y el autor parece insinuarlas al cerrar su trabajo con estas palabras: "Si las imágenes permiten reconocer y actuar, conforme se estructure el paisaje en individuos y pueblos, conforme sean sus necesidades (o lo que consideren que sean sus necesidades), así tenderán a transformar el mundo".
Fuente: Silo (1990) Contribuciones al Pensamiento. México. Plaza y Valdés.
Prólogo al libro Psicología de la Imagen
Cuando decimos "espacio de representación", tal vez alguien piense en una suerte de "continente" en cuyo interior se dan determinados "contenidos" de conciencia. Si, además, cree que esos "contenidos" son las imágenes y que estas operan como meras copias de la percepción, tendremos que sortear algunas dificultades antes de ponernos de acuerdo. En efecto, quien así piensa, se ubica en la perspectiva de una Psicología ingenua tributaria de las ciencias naturales, que parte sin discusión de una visión orientada al estudio de los fenómenos psíquicos en términos de materialidad.
Desde ya es oportuno advertir que nuestra ubicación respecto al tema de la conciencia y sus funciones, no admite el presupuesto comentado. Para nosotros, la conciencia es intencionalidad. Algo por cierto inexistente en el fenómeno natural y totalmente ajeno al estudio de las ciencias ocupadas en la materialidad de los fenómenos.
En este trabajo pretendemos dar cuenta de la imagen como un modo activo de estar la conciencia en el mundo, como un modo de estar que no puede ser independiente de la espacialidad y como un modo en el que las numerosas funciones con que cumple, dependen de la posición que asume en esa espacialidad.
Temas que comprende:
I. El problema del espacio en el estudio de los fenómenos de conciencia.
II. Ubicación de lo representado en la espacialidad del representar.
III Configuración del espacio de representación.
Para descargar el libro: https://web.archive.org/web/20100225221751/http://www.silo.net/ContributionsToThought-es.php

## Libros, Escritos y Talleres PHU
Libros
Ammann, Luis Autoliberación, 1980. Contiene un sistema de trabajos personales autoadministrables para el autoconocimiento, el mejoramiento conductual y el cambio interno profundo. Descargar libro
Ergas, Darío La Mirada del Sentido, 2004. Una orientación sobre el tema del sentido de la vida. Descargar libro
Ergas, Darío El Sentido del Sinsentido, 2.ª Edición. Descargar libro
Ergas, Rosita Luz en el Umbral: Guia y Pautas para el Bien Morir, 2007.
Silo Apuntes de Psicología, 2006. Libro para especialistas que sintetiza la teoría y conceptos básicos de la Psicología del Humanismo Universalista. Descargar libro
Silo Contribuciones al Pensamiento: Psicología de la Imagen, Discusiones Historiológicas, 1990. Este libro explica la teoría del "Espacio de representación" y la importancia de la "imagen" funcionamiemto del psiquismo humano. Así como revisa las distintas concepciones englobadas en el concepto de "historia sin temporalidad". Descargar libro
Swinden, Silvia From Monkey Sapiens to Homo Intentional : The Phenomenology of the Non-Violent Revolution, 2006. En este libro la autora discute la teoría y práctica de la revolución non-violenta, comparando la influencia cultural de conceptos provenientes del humanismo, psicoanálisis, sociología y psicología cognitiva.
Zorrilla E., Javier Más Allá de la Psicoterapia: La Psicología del Nuevo Humanismo, 2007 Breve estudio comparado en la perspectiva de superar el sufrimiento humano. Este libro realiza una comparación entre las corrientes clásicas de psicología y la psicología del nuevo humanismo y encontramos una interesante invitación a reconducir la psicología hacia sus aspectos más humanizadores. Descargar libro 
Cursos y Talleres
Álvarez, Daniel Talleres de Autoliberación: Autoconocimiento, Distensión, Sicofísica y Transferencias. Descargar Talleres
Taller acerca del Espacio de Representacion acerca del Espacio de Representación, basado en Psicología de la Imagen. - Elaborados por el Centro de Estudios y Acción Fundación Laura Rodríguez. Descargar Taller (enlace roto disponible en Internet Archive; véase el historial, la primera versión y la última).
Escritos
Ponencias del Foro Internacional Del Nuevo Humanismo 2007. Descargar material (enlace roto disponible en Internet Archive; véase el historial, la primera versión y la última).
Bercu, Silvia La Psicología del Nuevo Humanismo en la Prevención de la Enfermedad Mental, 2007, Inglaterra.
Olivieri, Carlo. No nos evitaremos mas, 2007 Italia
Rodríguez Guerrero, Antonio Emplazamientos y metodología de la psicoterapia del Nuevo Humanismo, 2007, Chile
Ruiz, Alfredo. La_depresion_Una_enfermedad_inexistente, 2004, Chile. Visión crítica desde la psicología y psicoterapia cognitiva post-racionalista. Descargar material (enlace roto disponible en Internet Archive; véase el historial, la primera versión y la última).
Tato, Néstor La conciencia: ¿apertura o trampa?, 2006, Argentina
Turquet, Oliver Bases para una Escuela de Psicología Humanista, 2004, Italia. Este material es un #work in progress#; pretende comenzar un acercamiento al tema de la constitución de una Escuela de Psicología Humanista Universalista y está abierto a la colaboración de las personas que, reconociéndose en algunos de los principios fundamentales, quieran ofrecer una contribución general o específica a este trabajo. Descargar material (enlace roto disponible en Internet Archive; véase el historial, la primera versión y la última).
Volkoff, Alejandro La conciencia como nexo entre yo y el mundo, 2005, España. Reflexión acerca de la función de la conciencia, como nexo entre algo más interno (uno) y el mundo.  Descargar material (enlace roto disponible en Internet Archive; véase el historial, la primera versión y la última).
Volkoff, Alejandro Esquema_proceso_Transferencial, 2004, España. Esquema-guía para un proceso transferencial. Condiciones previas, pasos iniciales y más avanzados. Es ideal para quien quiere empezar a trabajar en Operativa o quien ya lo está haciendo. Descargar material (enlace roto disponible en Internet Archive; véase el historial, la primera versión y la última).

## Enlaces de Interés
http://www.psicologiadelnuevohumanismo.org
Página oficial de Silo: http://www.silo.net/ (descargar libros)
Centro Humanista de Salud Mental - CEHUSAM 
3.er. Foro Humanista Latinoamericano 2008 - Mesa: Psicología y Violencia 
Red Psicología para todos 

## Fuente
- Humanipedia (2010). «Psicología Humanista Universalista, de Humanipedia». Consultado el 6 de enero de 2010. (enlace roto disponible en Internet Archive; véase el historial, la primera versión y la última).

- Datos: Q2882253